# Bartini Beriev VVA-14
Le Bartini Beriev VVA-14 est un avion amphibie soviétique de lutte anti-sous-marine à effet de sol, développé dans les années 1970. Deux prototypes sont construits, dont un est partiellement préservé.
Le VVA-14 a été conçu par le designer d'origine italienne Robert Bartini en réponse à un besoin perçu de détruire les sous-marins nucléaires lanceurs d'engins américains dotés de missiles Polaris. Étudié pour pouvoir décoller depuis un plan d'eau et voler à grande vitesse sur de longues distances, il devait effectuer de véritables vols à haute altitude, et voler efficacement juste au-dessus de la surface de la mer en utilisant la portance aérodynamique de l'effet de sol.
Le dernier appareil a été retiré du service en 1987.

## Historique
Bartini, en collaboration avec le bureau d'études Beriev, avait l'intention de développer le prototype VVA-14 en trois phases: Le VVA-14M1 devait être un banc d'essai aérodynamique et technologique, initialement doté de pontons rigides aux extrémités de la section centrale de l'aile, remplacés ensuite par des pontons gonflables. Le VVA-14M2 devait être plus avancé, équipé de deux moteurs de démarrage à propulsion dans la cavité sous l'aile pour donner de la portance, de commandes de vol électriques et plus tard d'une batterie de moteurs de sustentation pour donner une capacité de décollage et atterrissage vertical. Le VVA-14M3 devait voir le véhicule entièrement équipé d'armements et du système informatisé de lutte anti-sous-marine Burevestnik, du détecteur d'anomalies magnétiques (MAD) Bor-1 et d'autres équipements opérationnels.